# マーヴィン・カムラス
マーヴィン・カムラス（英語:Marvin Camras、1916年1月1日 – 1995年6月23日）は、磁気記録の分野で広範囲に影響を与えた電気技術者で発明家である。

## 業績
カムラスは1930年代に意欲的な歌手だった従兄のために最初の録音装置である針金蓄音器を製造した。その後、間もなく磁気テープを使用するオープンリールが開発されたので大幅に録音が容易になった。
カムラスの開発は現在のイリノイ工科大学(IIT)の教授達の注目を集め、(1940年にルイス研究所と合併してイリノイ工科大学になった)陸軍研究財団に彼の開発のための地位を提案された。
第二次世界大戦前と戦争中にカムラスの初期の針金蓄音器は軍隊でパイロットを訓練するために使用された。それらは同様に敵を欺くために使用された。: 戦闘の音を録音して増幅してノルマンディー上陸作戦で上陸予定ではない地域で流した。この作業は戦後まで秘密にされた。
1944年6月に彼は、磁気記録の方法と手段という題名でアメリカ合衆国特許第 2,351,004号を取得した。カムラスは主に電子通信の分野で500以上の特許を取得した。
カムラスはイリノイ工科大学から電気工学の学士号と修士号をそれぞれ1940年と1942年に取得した。 1968年に、工科大学は、彼に名誉博士号を授与した。
1962年5月にカムラスは"西暦2012年の磁気記録と再生"という表題の将来の展望に関する論文を書いた。論文内でカムラスは大量生産の携帯型再生装置の存在を予測し、1020ビットまでの情報を納めたカード大の記憶媒体を記述した。このようなデバイスはいかなる可動部品も持たず音声と映像が保存されるというものだった。彼は同様に音楽と映像のダウンロードやオンラインでの買い物や百科事典や新聞へのアクセスやオンライン銀行による取引の普及も予測した。
彼の功績が認められ、1979年にワシントン賞、1990年にアメリカ国家技術賞を授与された。マーヴィン・カムラスはイリノイ州エヴァンストンで腎不全で79歳で死亡した 。

## 参考資料
- “Wire for Sound”. TIME Magazine. (1943年5月17日) 2008年1月16日閲覧。
- Gilpin, Kenneth N. (1995年6月28日). “Obituaries: Marvin Camras, 79, Inventor in Tape Recording”. New York Times 2008年1月16日閲覧。